# أليكساندر لوتوفاك
أليكساندر لوتوفاك (بالسيريلية الصربية: Александар Лутовац) (28 يونيو 1997 ببلغراد في إقليم القائد العسكري في صربيا - ) هو لاعب كرة قدم صربي في مركز الهجوم. شارك مع منتخب صربيا تحت 19 سنة لكرة القدم. أما مع النوادي، فقد لعب مع راد بيوغراد.

## وصلات خارجية
- أليكساندر لوتوفاك على موقع الاتحاد الأوربي (الإنجليزية)
- أليكساندر لوتوفاك على موقع قاعدة بيانات كرة القدم.إي يو (الإنجليزية)
- أليكساندر لوتوفاك على موقع Soccerbase.com (لاعب) (الإنجليزية)
- أليكساندر لوتوفاك على موقع Soccerway.com (الإنجليزية)
- أليكساندر لوتوفاك على موقع عالم كرة القدم.نت (الإنجليزية)